# Giro d’Italia 1996
Der 79. Giro d’Italia wurde vom 18. Mai bis zum 9. Juni 1996 in 22 Etappen ausgetragen.
Gesamtsieger wurde der Russe Pawel Tonkow, der das Maglia Rosa durch einen Sieg auf der 13. Etappe, einer Bergankunft auf dem Prato Nevoso übernahm. Er verlor beim Einzelzeitfahren der 19. Etappe über eine Minute auf Abraham Olano, der auf der folgenden Bergetappe die Gesamtführung übernahm. Auf der 20. Etappe nach Aprica verlor Olana jedoch bereits beim Anstieg zum Mortirolo ca. 40. Kilometer vor dem Ziel den Kontakt zur Spitzengruppe, so dass Tonkow als Tageszweiter die Führung zurückeroberte.
Die meisten Etappen gewann der Sprinter Mario Cipollini. Fabrizio Guidi gewann die Punkte- und Intergirowertung, Mariano Piccoli die Bergwertung. Sieger der Mannschaftswertung wurde Carrera Jeans.

## Verlauf
| Etappe     | Datum   | Etappenorte                               | type              | Länge (km) | Etappensieger          | Gesamtführender   |
| ---------- | ------- | ----------------------------------------- | ----------------- | ---------- | ---------------------- | ----------------- |
| 1. Etappe  | 18. Mai | Athen – Athen                             | Flachetappe       | 170        | Silvio Martinello      | Silvio Martinello |
| 2. Etappe  | 19. Mai | Eleusis – Nafpaktos                       | Flachetappe       | 231        | Glenn Magnusson        | Silvio Martinello |
| 3. Etappe  | 20. Mai | Mesolongi – Ioannina                      | Flachetappe       | 188        | Giovanni Lombardi      | Stefano Zanini    |
| 4. Etappe  | 22. Mai | Ostuni – Ostuni                           | Flachetappe       | 147        | Mario Cipollini        | Silvio Martinello |
| 5. Etappe  | 23. Mai | Metaponto – Crotone                       | Flachetappe       | 188        | Ángel Edo              | Silvio Martinello |
| 6. Etappe  | 24. Mai | Crotone – Catanzaro                       | Hochgebirgsetappe | 176        | Pascal Hervé           | Pascal Hervé      |
| 7. Etappe  | 25. Mai | Amantea – Massiccio del Sirino            | Hochgebirgsetappe | 164        | Davide Rebellin        | Davide Rebellin   |
| 8. Etappe  | 26. Mai | Polla – Neapel                            | Flachetappe       | 135        | Mario Cipollini        | Davide Rebellin   |
| 9. Etappe  | 27. Mai | Neapel – Fiuggi                           | Hochgebirgsetappe | 184        | Enrico Zaina           | Davide Rebellin   |
| 10. Etappe | 28. Mai | Arezzo – Prato                            | Hochgebirgsetappe | 155        | Rodolfo Massi          | Davide Rebellin   |
| 11. Etappe | 29. Mai | Prato – Marina di Massa                   | Flachetappe       | 130        | Mario Cipollini        | Davide Rebellin   |
| 12. Etappe | 30. Mai | Aulla – Loano                             | Flachetappe       | 195        | Fabiano Fontanelli     | Davide Rebellin   |
| 13. Etappe | 31. Mai | Loano – Prato Nevoso                      | Hochgebirgsetappe | 115        | Pawel Tonkow           | Pawel Tonkow      |
| 14. Etappe | 1. Jun. | Wallfahrtskirche von Vicoforte – Briançon | Hochgebirgsetappe | 202        | Pascal Richard         | Pawel Tonkow      |
| 15. Etappe | 2. Jun. | Briançon – Aosta                          | Flachetappe       | 235        | Gianni Bugno           | Pawel Tonkow      |
| 16. Etappe | 3. Jun. | Aosta – Lausanne                          | Hochgebirgsetappe | 180        | Oleksandr Hontschenkow | Pawel Tonkow      |
| 17. Etappe | 4. Jun. | Lausanne – Biella                         | Hochgebirgsetappe | 236        | Nicolai Bo Larsen      | Pawel Tonkow      |
| 18. Etappe | 5. Jun. | Meda – Vicenza                            | Flachetappe       | 221        | Mario Cipollini        | Pawel Tonkow      |
| 19. Etappe | 6. Jun. | Vicenza – Marostica                       | Einzelzeitfahren  | 62         | Jewgeni Bersin         | Pawel Tonkow      |
| 20. Etappe | 7. Jun. | Marostica – Pordoijoch                    | Hochgebirgsetappe | 220        | Enrico Zaina           | Abraham Olano     |
| 21. Etappe | 8. Jun. | Cavalese – Aprica                         | Hochgebirgsetappe | 250        | Ivan Gotti             | Pawel Tonkow      |
| 22. Etappe | 9. Jun. | Sondrio – Mailand                         | Flachetappe       | 176        | Serhij Uschakow        | Pawel Tonkow      |

## Endstand

### Gesamtwertung
| Rang | Name              | Nationalität | Zeit       |
| ---- | ----------------- | ------------ | ---------- |
| 1    | Pawel Tonkow      | Russland     | 105h20'23" |
| 2    | Enrico Zaina      | Italien      | 2'43"      |
| 3    | Abraham Olano     | Spanien      | 2'57"      |
| 4    | Pēteris Ugrjumovs | Lettland     | 3'00"      |
| 5    | Ivan Gotti        | Italien      | 3'36"      |
| 6    | Davide Rebellin   | Italien      | 9'15"      |
| 7    | Stefano Faustini  | Italien      | 10'38"     |
| 8    | Aleksander Shefer | Kasachstan   | 11'22"     |
| 9    | Jean-Cyril Robin  | Frankreich   | 12'54"     |
| 10   | Eugeni Berzin     | Russland     | 14'41"     |

### Andere Wertungen
- Intergiro: Fabrizio Guidi ( Italien)
- Punkte: Fabrizio Guidi ( Italien)
- Berg: Mariano Piccoli ( Italien)